# Scapanus
Scapanus är ett släkte i familjen mullvadsdjur. I släktet finns tre arter som lever i västra Nordamerika. Det vetenskapliga namnet är bildat av det grekiska ordet skapanetes som betyder grävare.

## Kännetecken
Liksom flera andra mullvadsdjur är de bra anpassade till ett underjordiskt liv. Kroppen är cylindrisk och de främre extremiteterna är formade som grävverktyg. Nosen är jämförd med andra nordamerikanska mullvadsdjur kort. Ögonen är små, men synlig och yttre öron saknas. Den mjuka pälsen har vanligen en svartgrå till svart färg, några individer är ljusgrå. Kroppslängden ligger mellan 11 och 19 centimeter och därtill kommer en 2 till 6 centimeter lång svans som är täckt med hår. Med en vikt mellan 50 och 170 gram är de dem näst tyngsta mullvadsdjuren, efter myskmöss.

## Utbredning och habitat
Utbredningsområdet sträcker sig längs Stilla havets kustlinje från södra British Columbia till norra Baja California samt österut till Idaho. Habitatet utgörs av skogar och gräsmarker upp till 2 700 meter över havet.

## Levnadssätt
Individerna skapar tunnlar och de för flera mullvadar typiska jordhögar. I torra regioner gräver de ibland ner till grundvattenskikten. De vilar i boet som polstras med växtdelar. Varje individ lever utanför parningstiden ensam och de är aggressiva mot artfränder.
De äter främst daggmaskar, insektslarver och andra ryggradslösa djur. I viss mån ingår lökar i födan.
Efter dräktigheten som varar cirka en månad föder honan mellan mars och april två till fem ungar. Ungdjuren är efter en till två månader självständiga och efter 9 till 10 månader könsmogna.

## Arter
Släktet utgörs av tre arter:
- Scapanus latimanus förekommer från Oregon till Baja California och föredrar våt jord.
- Scapanus orarius finns från södra British Columbia till norra Kalifornien. Den lever ofta i skogar.
- Scapanus townsendii har samma utbredningsområde som förut nämnd art men föredrar gräsmark och andra torra habitat. Arten livnär sig mer av lökar än andra mullvadsdjur och betraktas ibland som skadedjur.

IUCN listar alla tre som livskraftiga (least concern).